# Wołcza Wielka (gmina)
Wołcza Wielka – dawna gmina wiejska istniejąca w latach 1945–1954 w woj. gdańskim, szczecińskim i koszalińskim (dzisiejsze woj. pomorskie). Siedzibą władz gminy była Wołcza Wielka.
Gmina Wołcza Wielka powstała po II wojnie światowej (1945) na terenie tzw. Ziem Odzyskanych (tzw. III okręg administracyjny – Pomorze Zachodnie). 25 września 1945 gmina – jako jednostka administracyjna powiatu miasteckiego – została powierzona administracji wojewody gdańskiego, po czym z dniem 28 czerwca 1946 została przyłączona do woj. szczecińskiego. 6 lipca 1950 gmina wraz z całym powiatem miasteckim weszła w skład nowo utworzonego woj. koszalińskiego.
Według stanu z 1 lipca 1952 gmina składała się z 10 gromad: Bobięcino, Kamnica, Kołtki, Miłocice, Przeradz, Sępolno Małe, Sępolno Wielkie, Słosinko, Wołcza Mała i Wołcza Wielka. Gmina została zniesiona 29 września 1954 wraz z reformą wprowadzającą gromady w miejsce gmin. Jednostki nie przywrócono 1 stycznia 1973 wraz z kolejną reformą reaktywującą gminy.